# Carin Bondar
Carin Bondar (nascida em 20 de maio de 1975) é uma bióloga, escritora, cineasta e personalidade da televisão canadense. Ela é a apresentadora de Outrageous Acts of Science, Stephen Hawking's Brave New World e Worlds Oddest Animal Couples.

## Início da vida e contexto
Carin Bondar nasceu em New Westminster, British Columbia, Canadá, em 20 de maio de 1975. Ela cresceu na British Columbia e foi fortemente atuante em musicais de teatro e artes performativas. Depois de se formar no colegial, ela se mudou para a Alemanha para prosseguir uma carreira no balé clássico. No entanto, ela não desfrutou essa escolha em sua vida, a ser uma dançarina, e por isso ela se mudou de volta para o Canadá para começar a universidade.
Depois de tornar-se bacharel da Universidade de Simon Fraser, em 1999, ela completou um mestrado em evolução e desenvolvimento da Universidade de Victoria , em 2001, e um doutorado em ecologia de populações de água doce na Universidade de British Columbia. Bondar foi forçada a colocar seus estudos de doutorado em espera, em 2005, quando ela assumiu um negócio de família, após a morte de seu pai John Paul e seu irmão William Paul. Ela se re-inscreveu depois de um ano de licença e completou seu doutorado em 2007.

## Carreira
Bondar começou uma carreira em ciências da comunicação, enquanto cuidava de seus quatro filhos em Chilliwack, British Columbia. Seu primeiro livro, The Nature of Human Nature, e seu blog pessoal levaram-na a assumir um blog na Scientific American, em 2011. Ela foi convidada para aparecer no Science Channel, na primeira temporada de Outrageous Acts of Science, e ela foi apresentadora desse canal nas seis temporadas do programa.
Desde então, Bondar escreveu mais dois livros escritos e participou de vários programas na web e na televisão em grandes redes. Ela já trabalhou com Science Channel, Discovery Channel, Animal Planet, Netflix e o National Geographic Wild. Sua série independente série Wild Sex teve uma audiência de mais de 60 milhões de pessoas. Ela apresentou no TED Global, em Edimburgo, Escócia, em 2013 – "Os pássaros e as abelhas são apenas o começo".
Bondar é atualmente escritora e apresentadora de televisão. Ela está escrevendo uma série de livros mães selvagens. Além de seu trabalho com a mídia e a literatura, Bondar ocupa um cargo de professora adjunta no departamento de biologia da University of the Fraser Valley (British Columbia), e trabalha com Taxon Expedições – uma empresa da Holanda que envolve cidadãos cientistas em expedições científicas para descobrir novas espécies. O grupo trabalha principalmente no Bornéu e, até agora, descobriu 7 novas espécies. Bondar é conhecida por sua abordagem ousada e sua capacidade de contar histórias da ciência. Ela é normalmente citada como referência na mídia e também por suas paródias, como de uma música de Miley Cyrus. Ela já apareceu em vários eventos ao vivo, incluindo I Fu*king love Science Live (Sydney, Montreal, Toronto), Australian National Science Week e a Bay Area Science Festival.

## Livros
- The Nature of Human Nature : Lulu Press[9]
- The Nature of Sex:  The Ins and Outs of Mating in the Animal Kingdom (Orion, Reino Unido)[10][11]
- Wild Sex (Pegasus, EUA)[12]
- Wild Moms (Pegasus, EUA)[13]

## Séries de televisão
| Ano             | Título                                                 | Empresa                                                   |
| --------------- | ------------------------------------------------------ | --------------------------------------------------------- |
| 2012–atualidade | Outrageous Acts of Science                             | Science Channel                                           |
| 2013            | Brave New World with Stephen Hawking                   | Discovery Canada, Discovery World HD, National Geographic |
| 2013            | Bad Ass Animals                                        | National Geographic Wild                                  |
| 2013            | World's Weirdest Farms and World's Weirdest Body Parts | National Geographic Wild                                  |
| 2015            | Daily Planet                                           | Discovery Canada                                          |
| 2016            | The World's Oddest Animal Couples                      | Netflix Canada                                            |
| 2017            | Mother Nature is Trying to Kill You                    | Discovery Canada                                          |

## Web-séries
| Ano  | Título                  | Crédito                    |
| ---- | ----------------------- | -------------------------- |
| 2013 | Wild Sex                | Earth Touch                |
| 2015 | Adventures in Biology   | Carin Bondar YouTube       |
| 2015 | DNews                   | Discovery Digital Networks |
| 2015 | Sex Bytes               | Carin Bondar YouTube       |
| 2017 | Wild Moms (forthcoming) | Seeker (Group 9 Media)     |
| 2017 | Wild Sex                | Seeker (Group 9 Media)     |

## Vida pessoal
Bondar nasceu em New Westminster e cresceu perto de Vancouver, BC. Ela vem de uma pequena família de ascendência franco-canadense, russa e britânica. Ela conheceu o matemático Ian Affleck, em 1995, com quem se casou em 2001. O casal se separou em 2013 e divorciou em 2017. Eles compartilham a guarda de seus quatro filhos: Shaeden (2005), Loanna (2007), Faro (2009) e Juna (2011).

## Prêmios e reconhecimento
| Ano  | Prêmio                                                                                                |
| ---- | --- |
| 2003 | Timberwest Fellowship for Graduate Studies na UBC                                                     |
| 2007 | Gunter and Cordula Paetzold fellowship de distinção pelo doutorado                                    |
| 2011 | Grand Prize na competição Discovery World HD Film Snacks pelo filme 'Why did the toad cross the road' |
| 2016 | Prêmio da Canadian Journal of Zoologists Public Outreach                                              |